# سيارون أورايلي
سيارون أورايلي (بالإنجليزية: Ciaron O'Reilly) (ولد في عام 1960)، هو مناضل أسترالي مناهض للحرب، ومتظاهر سلام، ومناضل في مجال العدالة الاجتماعية، وناشط في الحركة العمالية الكاثوليكية، «وشارك في الاحتجاجات، وأعمال العصيان المدني، والمحاكمات في إنجلترا وأيرلندا وموطنه أستراليا». أصبح أيضًا أحد الأسس العملية والنظرية الأكثر بروزًا ونشاطًا لأفكار اللاسلطوية المسيحية، بحجة أن هذه «ليست محاولة لتوليف نظامين فكرييَّن غير متوافقين بشكل يائس، بل هي إدراك بأن فرضية اللاسلطوية، متأصلة في المسيحية ورسالة الأناجيل».
حوكم أورايلي في قضية بارزة، في 5 يوليو عام 2006، في محاكم أيرلندا الأربع للمرة الثالثة، لتجريد طائرة عسكرية تابعة لبحرية الولايات المتحدة، في مطار شانون (المدني)، في الساعات الأولى من يوم 3 فبراير عام 2003: عُرفت هذه الدعوى الجماعية باسم بيتستوب بلاوشيرز. انتهت أول محاكمتان في عام 2005 ببطلان الدعوى، إذ برّأت هيئة المحلفين الأيرلندية أورايلي وأربعة آخرين (ديردري كلانسي، ونون دنلوب، وكارين فالون، وداميان موران) في 25 يوليو عام 2006.

## النشأة
وُلد سيارون أورايلي في بريزبان، في ولاية كوينزلاند في أستراليا، في عام 1960. تلقى تعليمه في منظمة «راهبات الرحمة» في بريزبان، ثم على يد الإخوان المسيحيين في كلية سانت جيمس، في فورتيتيود فالي، وهو من أصل إيرلندي. حصل على البكالوريوس بتخصص في الأدب والتاريخ.
شارك في ثمانينيات القرن العشرين في مجال الحقوق المدنية، والعدالة الاجتماعية، وحرية التعبير في ولاية كوينزلاند، في أستراليا، وكان معارضًا لرئيس الوزراء جون بيلك بيترسون.
عمل مدرّسا احتياطيا في كوينزلاند، عندما تعامل مع الحركة العمالية الكاثوليكية (سي دبليو)، التي أسسها دوروثي داي وبيتر ماورين في الولايات المتحدة أثناء الكساد الكبير. أسس أورايلي فيما بعد مجتمع ويست إند بريزبان العمالي الكاثوليكي، بالتعاون مع جيم داولينغ وأنجيلا جونز، بهدف معالجة القضايا الاجتماعية، بما في ذلك تشرد الشباب في مجتمع السكان الأصليين.
وصف الحركة العمالية الكاثوليكية (سي دبليو) بأنها تتألف من ثلاث ممارسات تشكل معًا الحياة المليئة بالنزاهة: العيش في مجتمع متعمد، وممارسة أعمال الرحمة، والاحتجاجات اللاعنفية. يعمل أورايلي شخصيا على تفعيل هذا الأمر، من خلال العيش في مجتمع مع الفقراء، وزيارة السجون، والعمل المباشر ضد الحرب.
شعر العمال الكاثوليك في بريزبان بالقلق، من التهديد الذي تشكله الأسلحة النووية، وصناعة تعدين اليورانيوم، وتأثيراته المباشرة وغير المباشرة على من هم في العالم الثالث. قام بدور نشط جنبًا إلى جنب مع أعضاء آخرين من الحركة العمالية الكاثوليكية في بريزبان، في تسليط الضوء على تورط وتواطؤ الحكومة الأسترالية، والقطاعات التجارية والعسكرية في دعم الاحتلال الإندونيسي الوحشي وغير الشرعي لتيمور الشرقية، والذي دام لمدة 25 سنة.

## الوقت الذي قضاه في المملكة المتحدة
كان أورايلي في الحركة العمالية الكاثوليكية في ليفربول، من عام 1996 إلى عام 1999، وانخرط أيضا في الحركة العمالية الكاثوليكية في لندن، بنفس الوقت الذي عمل فيه مع جمعية سايمون. اعتُقل كل من أورايلي، وسوزان كلاركسون، وسكوت ألبريشت من الحركة العمالية الكاثوليكية في لندن، في يوم الاثنين 10 ديسمبر عام 2001، واتُّهموا بارتكاب أضرار جنائية في مظاهرة خارج مقر نورثوود في نورثوود، في هيرتفوردشاير.
رش الثلاثة طلاء أحمر على إشارة المدخل إلى القاعدة، لأنهم وقفوا ضد الاضطهاد والحرب، ووضعوا لافتات صغيرة، وجثَوا تحت الإشارة، وصلَّوا حتى اعتقلتهم الشرطة. كانت المظاهرة ردًا على ارتفاع عدد الضحايا المدنيين في حملة القصف الجوي الأمريكية ضد أفغانستان. (انظر على سبيل المثال، إلى ملف البروفيسور هيرولد من جامعة نيو هامبشاير، والذي يظهر أكثر من 3000 مدني قُتلوا مباشرة بالقنابل الأمريكية في أفغانستان، بحلول 10 ديسمبر عام 2001، متجاوزين عدد القتلى في هجمات نيويورك 2001).

## وصلات خارجية
- Ciaron O'Reilly on Christian anarchism and the Catholic Workers London Catholic Worker conference, July 2010